# Tom Crabtree
Thomas Lewis Crabtree (Columbus, 4 novembre 1985) è un giocatore di football americano statunitense che gioca nel ruolo di tight end per i Green Bay Packers della National Football League (NFL). Fu firmato dai Kansas City Chiefs dopo non essere stato scelto nel Draft NFL 2009. Al college ha giocato a football a Miami (Ohio).

## Carriera professionistica

### Kansas City Chiefs
Crabtree fu firmato dai Kansas City Chiefs come free agent non scelto nel draft l'8 maggio 2009. Egli apparve in tutte le gare pre-stagionali di Kansas City registrando due ricezioni per 19 yard. In seguito fu tagliato dai Chiefs il 6 settembre ma fu rifirmato dagli stessi il giorno successivo per far parte della squadra di allenamento. Fu nuovamente svincolato dopo la terza gara di stagione regolare.

### Green Bay Packers
Tom fu firmato dalla squadra di allenamento dei Packers per le cinque gare finali della stagione 2009. L'anno successivo il giocatore si trovò al terzo posto nella graduatoria della squadra per i tight end dietro Jermichael Finley e Donald Lee e davanti al rookie Andrew Quarless.
Crabtree finì per giocare tutte le 16 gare stagionali e segnò il suo primo touchdown su ricezione da un passaggio di Aaron Rodgers nel primo turno di playoff contro i Philadelphia Eagles, sbloccando il punteggio della partita. Green Bay giunse fino al Super Bowl XLV dove batté i Pittsburgh Steelers 31-25 e Crabtree, che ricevette un passaggio da una yard nel corso della partita, si laureò per la prima volta campione NFL.
Nella stagione 2011, il giocatore giocò nuovamente tutte le 16 gare stagionali, nove delle quali da titolare, segnando un touchdown su ricezione nella settimana 5 contro gli Atlanta Falcons. I Packers conclusero col miglior record della lega, 15-1, ma furono eliminati anzitempo nei playoff dai New York Giants.
Il 13 settembre 2012, nella seconda gara della stagione contro gli storici rivali dei Chicago Bears, Crabtree segnò uno spettacolare touchdown su un passaggio da 27 yard di Tim Masthay dopo un finto tentativo di field goal. Nella settimana 6 Tom ricevette 62 yard e segnò un touchdown coi Packers che sconfissero nettamente gli imbattuti Houston Texans. Nella agevole vittoria della settimana 9 sui Cardinals Tom ricevette 72 yard e segnò un touchdown.

## Vittorie e premi
- Super Bowl : 1

Green Bay Packers: Super Bowl XLV
- National Football Conference Championship: 1

Green Bay Packers: 2010

## Statistiche
| Partite totali             | 32 |
| Partite totali da titolare | 10 |
| Yard su ricezione          | 92 |
| Touchdown su ricezione     | 1  |